# Oberschönau
Oberschönau är en ortsteil i staden Steinbach-Hallenberg i Landkreis Schmalkalden-Meiningen i förbundslandet Thüringen i Tyskland. Oberschönau var en kommun fram till 1 januari 2019 när den uppgick i Steinbach-Hallenberg. Kommunen Oberschönau hade 783 invånare 2018.